# Ida Di Benedetto
Ida Di Benedetto (Napoli, 3 giugno 1945) è un'attrice e produttrice cinematografica italiana.

## Biografia
Dopo la carriera teatrale e un ruolo marginale nel poliziottesco ...a tutte le auto della polizia..., esordisce ufficialmente nel 1978 nel film di Werner Schroeter Nel regno di Napoli, per il quale reciterà anche in Palermo o Wolfsburg del 1980. Notata, proprio grazie ai due film di Schroeter, da Salvatore Piscicelli, viene scelta come protagonista di Immacolata e Concetta - L'altra gelosia, film d'esordio del regista napoletano (1980), vincendo il Nastro d'argento come miglior attrice protagonista. Sempre nel 1980 recita anche in Fontamara per la regia di Carlo Lizzani.
Con gli anni si specializza in ruoli di donne passionarie e sensuali alternando commedie (Più bello di così si muore di Pasquale Festa Campanile e Testa o croce di Nanni Loy) a sceneggiate (la trilogia al fianco di Mario Merola con i film Giuramento, Tradimento e Guapparia). Presente in quasi tutti i film di Piscicelli (Blues metropolitano, Regina, Quartetto e Alla fine della notte). Nel 1982 partecipa anche a L'inceneritore, opera prima di Pier Francesco Boscaro.
Ida Di Benedetto collabora con il regista siciliano Aurelio Grimaldi ed è protagonista nel 1994 di Le buttane e nel 2002 di Rosa Funzeca.
Per la televisione ha recitato nella miniserie Morte di una strega del 1995, nella fiction Il bello delle donne 2 nel ruolo di Esmeralda De Santis e in altre come ad esempio Madre come te. Nel 2001 è protagonista, accanto a Massimo Ranieri del film Fondali notturni. Ha recitato anche nella soap opera Un posto al sole, interpretando il personaggio di Federica Palladini dalla prima puntata del 1996 alla 334esima del 1998, per poi fare una breve apparizione nel 2000. 
Come produttrice, ha fondato con la figlia Stefania Bifano la casa di produzione cinematografica Titania Produzioni.
Nel 2012 le viene assegnato il premio Alabarda d'oro per il cinema.

## Vita privata
È madre dell'attrice e produttrice Marta Bifano.
Dal 1995 è la compagna di Giuliano Urbani, ministro dei Beni e delle Attività culturali dal 2001 al 2005; la relazione è stata resa pubblica dalla coppia nel 2005.

## Controversie
Il fatto che la Titania Produzioni abbia ricevuto finanziamenti pubblici per 7 milioni di euro per la realizzazione di quattro film negli anni in cui Giuliano Urbani, compagno di Di Benedetto, era ministro della cultura (tra il 2001 e il 2005), spesso concessi in tempi molto rapidi rispetto alla norma, ha suscitato le dure critiche di Vittorio Sgarbi e Gabriella Carlucci, come Urbani esponenti di Forza Italia attivi sulle tematiche culturali.
Relativamente a tale vicenda il nome della Di Benedetto compare anche nelle intercettazioni riguardanti Agostino Saccà di cui ha parlato il settimanale L'Espresso nel giugno del 2008; secondo tale fonte il 18 giugno 2007 Urbani avrebbe chiamato Saccà per far pressione per far partire la miniserie Angelica, prodotta della sua compagna.

## Filmografia

### Attrice

#### Cinema
- Il gioco della verità, regia di Michele Massa (1974)
- ...a tutte le auto della polizia..., regia di Mario Caiano (1975)
- Nel regno di Napoli, regia di Werner Schroeter (1978)
- Palermo oder Wolfsburg, regia di Werner Schroeter (1980)
- Immacolata e Concetta - L'altra gelosia, regia di Salvatore Piscicelli (1980)
- Fontamara, regia di Carlo Lizzani (1980)
- Camera d'albergo, regia di Mario Monicelli (1981)
- Tag der Idioten, regia di Werner Schroeter (1981)
- Tradimento, regia di Alfonso Brescia (1982)
- Testa o croce, regia di Nanni Loy (1982)
- Più bello di così si muore, regia di Pasquale Festa Campanile (1982)
- L'inceneritore, regia di Pier Francesco Boscaro dagli Ambrosi (1982)
- Giuramento, regia di Alfonso Brescia (1982)
- Der Schlaf der Vernunft, regia di Ula Stöckl (1984)
- Noi tre, regia di Pupi Avati (1984)
- Guapparia, regia di Stelvio Massi (1984)
- Giuseppe Fava: Siciliano come me, regia di Vittorio Sindoni (1984)
- Pizza Connection, regia di Damiano Damiani (1985)
- Mamma Ebe, regia di Carlo Lizzani (1985)
- La ballata di Eva, regia di Francesco Longo (1985)
- Blues metropolitano, regia di Salvatore Piscicelli (1985)
- Champagne amer, regia di Ridha Behi (1986)
- Regina, regia di Salvatore Piscicelli (1987)
- La variabile Felsen, regia di Paolo Rosa – cortometraggio (1988)
- Ferdinando, uomo d'amore, regia di Memè Perlini (1990)
- Marcellino pane e vino, regia di Luigi Comencini (1991)
- Malesh - Lascia che sia, regia di Angelo Cannavacciuolo (1993)
- Le buttane, regia di Aurelio Grimaldi (1994)
- Un altro giorno ancora, regia di Tonino Zangardi (1995)
- Oltremare - Non è l'America, regia di Nello Correale (1999)
- Fondali notturni, regia di Nino Russo (2000)
- Quartetto, regia di Salvatore Piscicelli (2001)
- Rosa Funzeca, regia di Aurelio Grimaldi (2002)
- Alla fine della notte, regia di Salvatore Piscicelli (2003)
- Fratella e sorello, regia di Sergio Citti (2005)
- Radici, regia di Carlo Luglio (2011)
- Tre tocchi, regia di Marco Risi (2014)
- Leone nel basilico, regia di Leone Pompucci (2014)
- Gli altri, regia di Daniele Salvo (2023)

#### Televisione
- Il marsigliese, regia di Giacomo Battiato – miniserie TV, 2 episodi (1975)
- Storie della camorra, regia di Paolo Gazzara – miniserie TV, 1 episodio (1978)
- L'altro Simenon – serie TV (1979)
- La mano sugli occhi – miniserie TV, 3 episodi (1979)
- L'eredità della priora, regia di Anton Giulio Majano – miniserie TV, 5 episodi (1980)
- L'indizio (cinque inchieste per un commissario) – miniserie TV, 5 episodi (1982)
- Dieci registi italiani, dieci racconti italiani – serie TV, 1 episodio (1983)
- L'amante dell'Orsa Maggiore di Sergjusz Piasecki, regia di Anton Giulio Majano – miniserie TV, 5 episodi (1983)
- Sogni e bisogni – serie TV, 1 episodio (1985)
- Un'isola – miniserie TV, 2 episodi (1986)
- Losberg – serie TV (1986)
- L'isola del tesoro, regia di Antonio Margheriti – miniserie TV, 5 episodi (1987)
- Quando ancora non c'erano i Beatles – miniserie TV, 3 episodi (1988)
- Abenteuer Airport – serie TV, 1 episodio (1990)
- Con i clown vennero le lacrime – miniserie TV (1990)
- Morte a contratto – film TV (1993)
- Gioco perverso, regia di Italo Moscati – film TV (1993)
- A cavallo della fortuna – serie TV (1994)
- L'ispettore Sarti - Un poliziotto, una città – serie TV, 1 episodio (1994)
- Morte di una strega, regia di Cinzia TH Torrini – miniserie TV (1996)
- I ragazzi del muretto – serie TV, 3 episodi (1996)
- Un posto al sole – soap opera (1996-1998, 2000)
- Un nuovo giorno, regia di Aurelio Grimaldi – film TV (1999)
- Gli amici di Gesù - Giuseppe di Nazareth, regia di Raffaele Mertes – film TV (2000)
- Il bello delle donne – serie TV, 4 episodi (2002)
- Chiaroscuro, regia di Tomaso Sherman – miniserie TV (2003)
- Madre come te – film TV (2004)
- Mannaggia alla miseria, regia di Lina Wertmuller – film TV (2010)
- Paura di amare – serie TV, 12 episodi (2010-2013)

### Produttrice
- Chiaroscuro, regia di Tomaso Sherman – miniserie TV (2003)
- Posso chiamarti amore?, regia di Paolo Bianchini – miniserie TV (2004)
- L'educazione fisica delle fanciulle, regia di John Irvin (2005)
- Fratelli, regia di Angelo Longoni – film TV (2006)
- Hotel Meina, regia di Carlo Lizzani (2007)
- Caravaggio, regia di Angelo Longoni – miniserie TV 2008)
- Bakhita - La santa africana, regia di Giacomo Campiotti – miniserie TV (2009)
- Mannaggia alla miseria!, regia di Lina Wertmuller – film TV (2010)
- Paura d'amare – serie TV (2010)
- Sposami, regia di Umberto Marino – miniserie TV (2012)

## Riconoscimenti
| David di Donatello | David di Donatello | David di Donatello                | David di Donatello |
| Anno               | Titolo             | Categoria                         | Risultato          |
| ------------------ | ------------------ | --------------------------------- | ------------------ |
| 1981               | Camera d'albergo   | Migliore attrice non protagonista | Vincitore/trice    |
| 1985               | Pizza Connection   | Migliore attrice non protagonista | Candidato/a        |

| Nastro d'argento | Nastro d'argento                        | Nastro d'argento                  | Nastro d'argento |
| Anno             | Titolo                                  | Categoria                         | Risultato        |
| ---------------- | --------------------------------------- | --------------------------------- | ---------------- |
| 1980             | Immacolata e Concetta - L'altra gelosia | Migliore attrice protagonista     | Vincitore/trice  |
| 1981             | Fontamara                               | Migliore attrice non protagonista | Vincitore/trice  |
| 1986             | La ballata di Eva                       | Migliore attrice protagonista     | Candidato/a      |
| 1987             | Regina                                  | Migliore attrice protagonista     | Candidato/a      |
| 1992             | Ferdinando, uomo d'amore                | Migliore attrice protagonista     | Candidato/a      |
| 2003             | Rosa Funzeca                            | Migliore attrice protagonista     | Candidato/a      |

| Foggia Film Festival | Foggia Film Festival | Foggia Film Festival             | Foggia Film Festival |
| Anno                 | Titolo               | Categoria                        | Risultato            |
| -------------------- | -------------------- | -------------------------------- | -------------------- |
| 2014                 | Leone nel basilico   | Excellence award miglior attrice | Vincitore/trice      |